# Église Saint-Michel de Rochester
L'église Saint-Michel (Saint Michael's Church of Rochester) est une église catholique de Rochester aux États-Unis dans l'État de New York qui dépend du diocèse de Rochester. Cette église néo-gothique dédiée à saint Michel Archange est le dixième édifice le plus haut de la ville avec 75 mètres grâce à sa flèche.

## Histoire et description
Cette église néo-gothique en pierre de Medina et grès de Lockport est en forme de croix latine. Elle mesure 54 mètres de longueur et 28 mètres de largeur. Elle a été édifiée entre 1887 et 1890. Les pierres ont été charriées par le canal Érié. L'édifice peut accueillir 1 100 fidèles. L'orgue a été construit par la J. W. Steere & Son Organ Company de Springfield et possède 2 169 tuyaux. Les cloches ont été fondues par la fonderie Meneely & Kimberly et par la fonderie McShane.

## Galerie

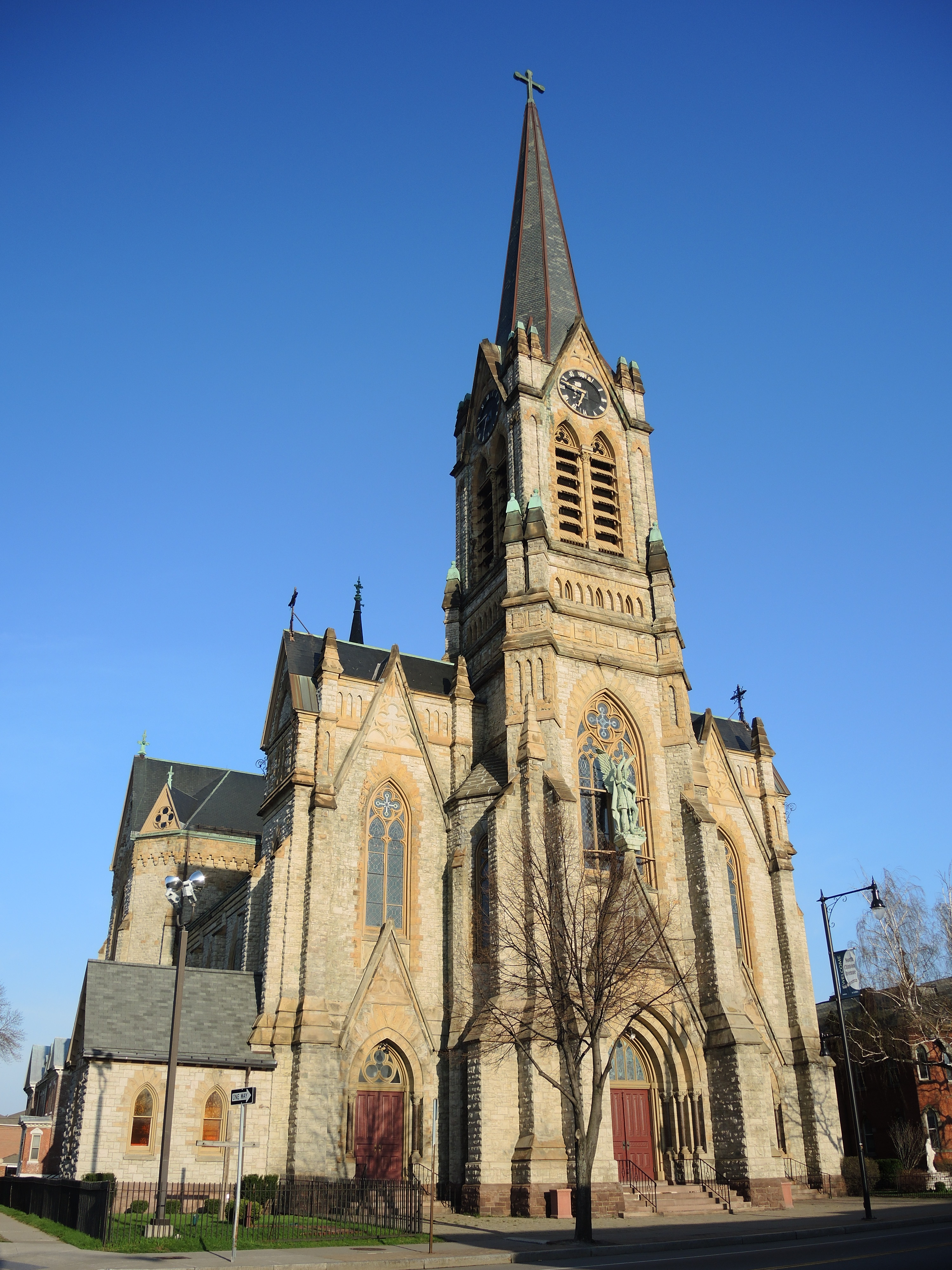
La façade.
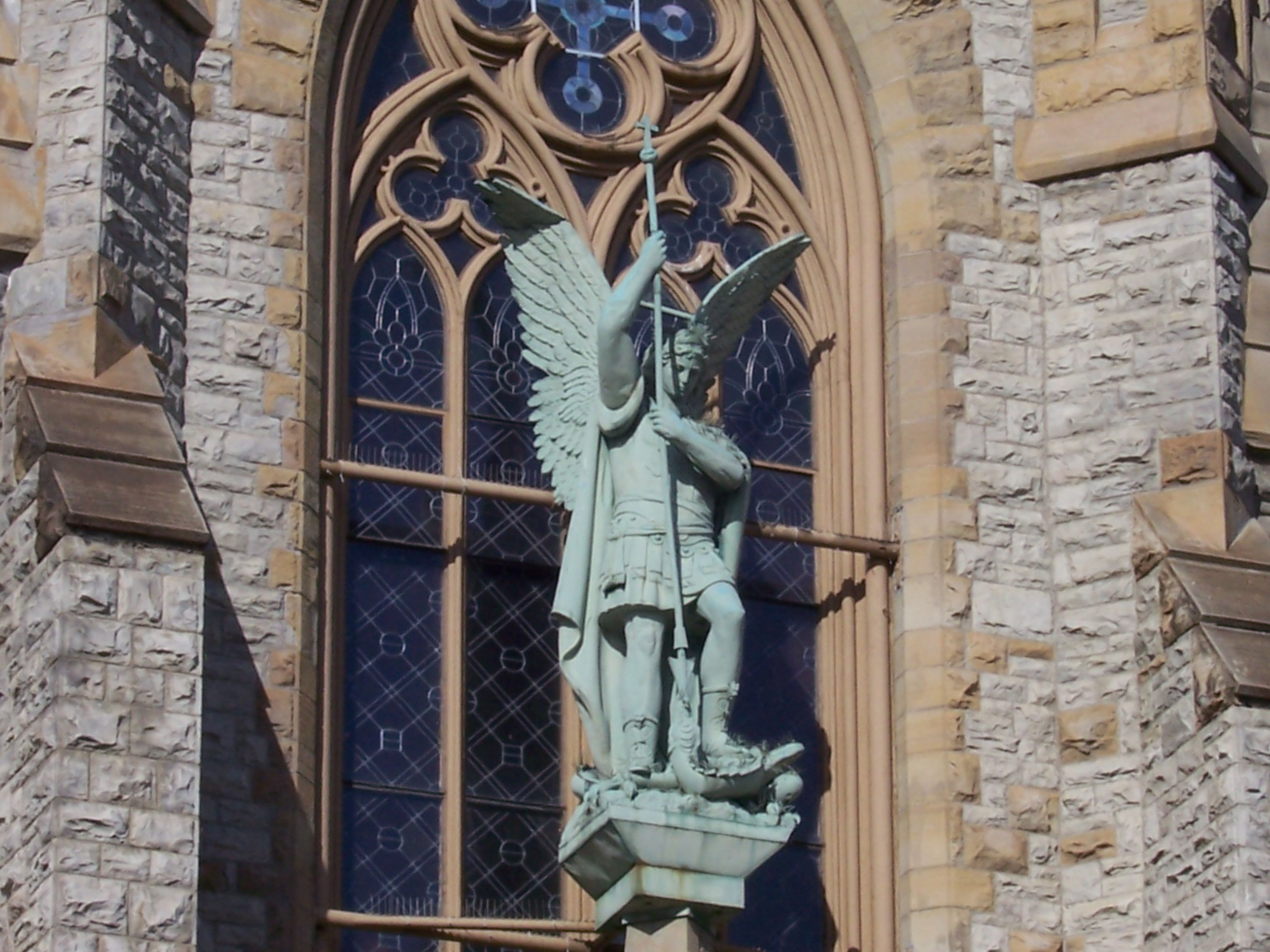
Statue de saint Michel Archange.
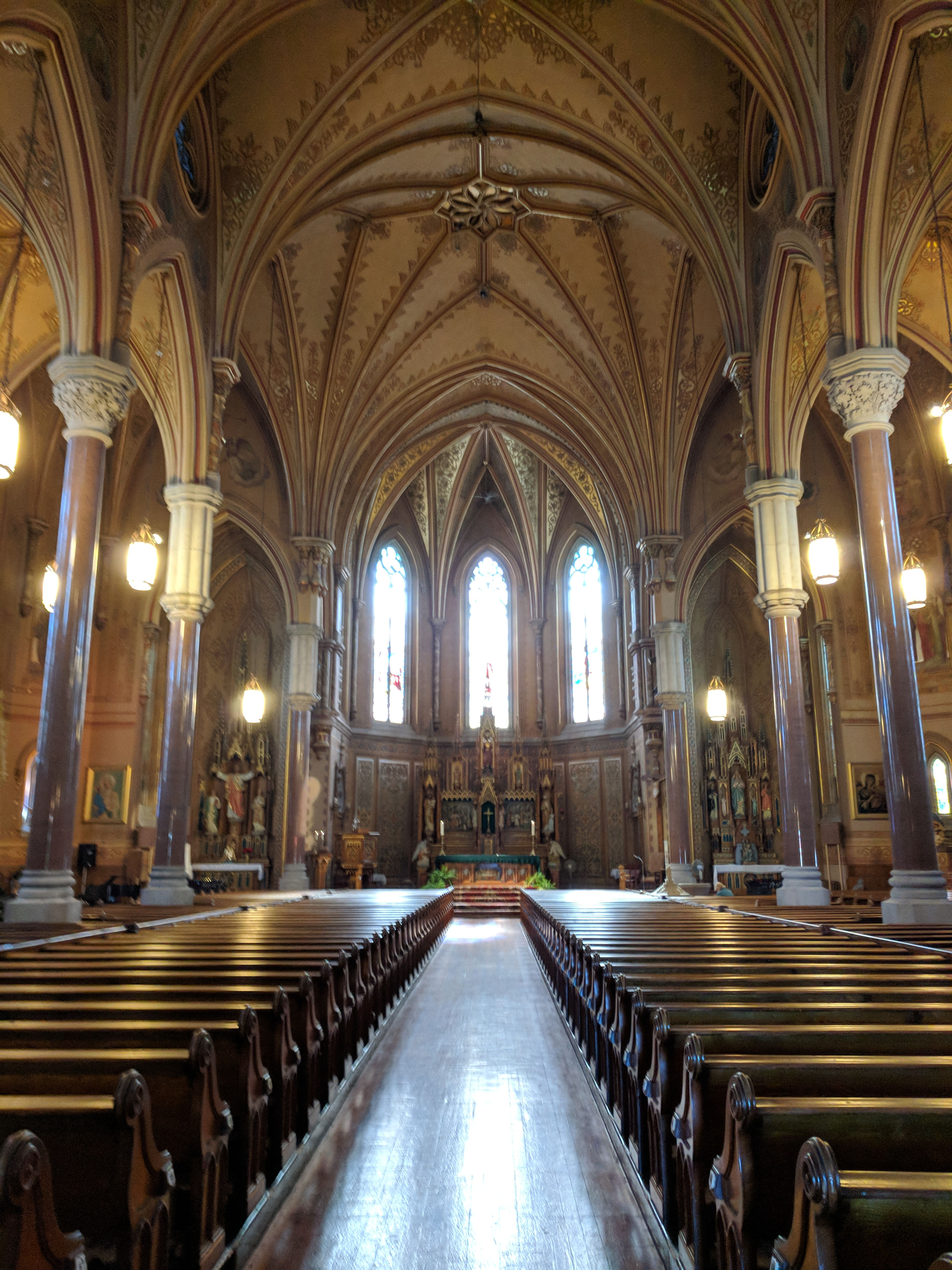
L'intérieur de l'église.

## Paroisse
L'église fait partie de la paroisse Sainte Françoise-Xavière-Cabrini, avec l'église de l'Annonciation et l'église Notre-Dame-des-Amériques de Rochester.

### Articles liés
- Église catholique aux États-Unis
- Cathédrale du Sacré-Cœur de Rochester